# Edi Gieseler
Edi Gieseler (* 10. Januar 1936 in Münster; † 1. Mai 2003 ebenda) war ein deutscher Bahnradsportler.
Edi Gieseler war Rad-Profi von 1954 bis 1965. Seine Spezialdisziplinen waren die Einerverfolgung und das Zweier-Mannschaftsfahren. Er errang drei nationale Meistertitel, 1955 und 1956 in der Verfolgung, 1957 im Zweier-Mannschaftsfahren gemeinsam mit Manfred Donike. Er startete auch bei 41 Sechstagerennen, von denen er eines 1956 in Münster gewann mit seinem Standpartner Donike.
Sein Bruder Dieter Gieseler war ebenfalls Radrennfahrer.

## Berufliches
Noch in seiner aktiven Zeit hatte er sich, gemeinsam mit seinem Bruder, eine berufliche Zukunft im Obstanbau aufgebaut.